# Abrytasites
Abrytasites – rodzaj amonita z rzędu Ammonitida.
Żył w okresie kredy (hoteryw, 130-130 mln lat temu). Jego skamieniałości znaleziono w Czechach.